# 惠格姆 (喬治亞州)
惠格姆（英語：Whigham）是一個位於美國喬治亞州格雷迪縣的城市。

## 地理
惠格姆的座標為30°53′03″N 84°19′30″W / 30.88417°N 84.32500°W，而該地的平均海拔高度為86米（即282英尺）。

## 人口
根據2010年美國人口普查的數據，惠格姆的面積為3.07平方千米，當中陸地面積為3.04平方千米，而水域面積為0.03平方千米。當地共有人口471人，而人口密度為每平方千米153.42人。